# Moussa Dadis Camara
Moussa Dadis Camara (Koulé, 1 de janeiro de 1964) é um capitão do Exército da Guiné que encabeçou o golpe de estado no país em 2008. Foi presidente do seu país,  de 2008 até 2010.